# Sympathique (album)
Pour les articles homonymes, voir Sympathique.
Albums de Pink Martini
Hang On Little Tomato (en)
(2004)
Singles
1. Sympathique (je ne veux pas travailler)
Sortie : 1999
2. Amado mio
Sortie : 1999
3. ¿Dónde estás, Yolanda?
Sortie : 1999

Sympathique est le premier album studio du groupe américain Pink Martini. Il sort le 11 novembre 1997 sous le label indépendant Heinz Records, créé la même année par China Forbes et Thomas Lauderdale, également fondateurs du groupe, respectivement chanteuse et pianiste.
Le premier single de l'album, Sympathique (je ne veux pas travailler), est sorti en 1997 et a été nommé « chanson originale de l'année » aux Victoires de la musique de 2000. L'album devient par la suite disque de platine en Grèce et disque d'or au Canada, en Suisse et en Turquie. En 2013, il s'est vendu à plus d'un million d'exemplaires dans le monde.

## Édition du20eanniversaire
Pour la vingtième anniversaire de Sympathique, l'album a été réédité en 2018 sous le titre Sympathique: 20th Anniversary Edition. La version de Pink Martini du Boléro de Maurice Ravel figurait sur l'édition originelle de Sympathique (piste 9), mais a été retirée de l'album lors des rééditions ultérieures en raison d'un litige juridique avec la succession Ravel. L'œuvre étant désormais dans le domaine public, la chanson a été réintroduite dans l'album pour l'édition du 20e anniversaire.
Certains titres de chansons ont été renommés pour l'édition du 20e anniversaire. Sympathique (piste 3) est renommée en Sympathique (je ne veux pas travailler). Never on Sunday a été renommé Children of the Piraeus et Brazil est devenu Brasil.

## Liste des titres
| No  | Titre                                                                          | Paroles          | Musique           | Auteur         | langue       | Durée |
| --- | ------------------------------------------------------------------------------ | ---------------- | ----------------- | -------------- | ------------ | ----- |
| 1.  | Amado mio                                                                      | Doris Fisher     | Allan Roberts     |                | anglais      | 4:51  |
| 2.  | No hay problema                                                                | —                | Jacques Marray    | —              | instrumental | 6:14  |
| 3.  | Sympathique (d'après Guillaume Apollinaire)                                    | China Forbes     | Thomas Lauderdale |                | français     | 2:50  |
| 4.  | Que sera, sera                                                                 | Ray Evans        | Jay Livingston    |                | anglais      | 4:12  |
| 5.  | La soledad (d'après Frédéric Chopin)                                           | Pepe Raphael     | Thomas Lauderdale |                | espagnol     | 5:41  |
| 6.  | ¿Dónde estás, Yolanda?                                                         |                  |                   | Manuel Jimenez | espagnol     | 3:25  |
| 7.  | Andalucia                                                                      | —                | Ernesto Lecuona   | —              | instrumental | 3:41  |
| 8.  | Song of the Black Lizard (d'après le film Le Lézard noir)                      |                  |                   | Akihiro Miwa   | japonais     | 4:12  |
| 9.  | Boléro (d'après Maurice Ravel)                                                 | —                | Pink Martini      | —              | instrumental | 6:10  |
| 10. | Never on Sunday (d'après Les Enfants du Pirée dans le film Jamais le dimanche) | Mános Hadjidákis |                   | Billy Towne    | grec         | 4:58  |
| 11. | Brazil (titre original : Aquarela do Brasil)                                   |                  |                   | Ary Barroso    | anglais      | 5:24  |
| 12. | Lullaby                                                                        | China Forbes     | Thomas Lauderdale |                | vocalises    | 2:12  |

## Crédits
- China Forbes – chant
- Pepe Raphael – chant
- Gavin Bondy – trompette
- Robert Taylor – trombone
- Aaron Meyer – violon
- David Eby – cello
- John Wager – basse
- Dan Faehnle – guitare
- Maureen Love – harp
- Doug Smith – vibraphone, percussion
- Richard Rothfus – bongos, batterie, percussion
- Brian Davis – congas, timbales, percussion
- Derek Rieth – congas, percussion
- Thomas Lauderdale – piano

## Classements et certifications
| Classement (1999–2000)       | Meilleure position |
| ---------------------------- | ------------------ |
| Belgique (Wallonie Ultratop) | 33                 |
| France (SNEP)                | 30                 |
| Grèce (IFPI Grèce)           | 21                 |
| Suisse (Schweizer Hitparade) | 56                 |

| Classement (2000) | Position |
| ----------------- | -------- |
| France (SNEP)     | 60       |

| Classement (2001) | Position |
| ----------------- | -------- |
| France (SNEP)     | 82       |

### Certifications et ventes
| Région                                                               | Certification | Ventes/Streams |
| -------------------------------------------------------------------- | ------------- | -------------- |
| Canada (Music Canada)                                                | Or            | 50 000^        |
| États-Unis                                                           | —             | 218 000        |
| Grèce (IFPI)                                                         | Platine       | 60 000^        |
| Suisse (IFPI Suisse)                                                 | Or            | 25 000^        |
| Turquie (Mü-Yap)                                                     | Or            | 5 000*         |
| Résumé                                                               |               |                |
| Europe (IMPALA)                                                      | Platine       | 500,000        |
| *Ventes selon la certification ^Mise en rayon selon la certification |               |                |